# HAPAG

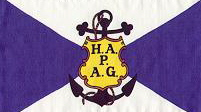
Флаг компании HAPAG.

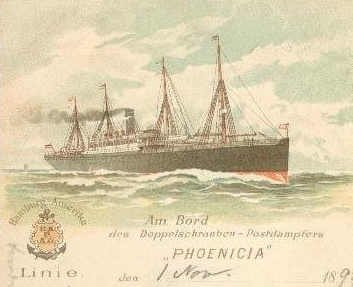
Пароход предприятия — «Финикия» («Phoenicia») в 1898 году.

Hamburg-Amerikanische Packetfahrt-Actien-Gesellschaft, сокр. HAPAG (рус. «Гамбург—Американише Пакетфарт Акциен-Гезельшафт», сокращённо рус. «Гамбург — Америка Лайн, англ. Hamburg-America Line) — предприятие (акционерное общество), основанное в Гамбурге, Германия в 1847 году для совершения рейсов через Атлантический океан. 
Президентом компании был А. Баллин. Среди основателей были видные граждане, такие как Адольф Годфрой, Фердинанд Лэйц, Карл Вёрманн и другие. Вскоре оно стало самым большим пароходством в Германии, а на некоторое время — и во всём мире. С судоходной компанией сотрудничал во время своей журналистской работы писатель Ганс Эверс, получивший льготный билет с условием упоминать фирму и названия ее судов в своих произведениях.  1 сентября 1970 года, после 123 лет независимого существования, HAPAG слилось с основанным в Бремене предприятием Северогерманский Ллойд, в результате чего сформировалась новая компания — Hapag-Lloyd AG.
В честь предприятия назван астероид (724) Хапаг, открытый в 1911 году.

## Известные суда HAPAG
- «Дойчланд»
- «Император»
- «Фатерлянд»
- «Бисмарк»
- «Сент-Луис»
- «Альберт Баллин»
- «Patria»
- «Magdalena»
- «Karlsruhe»
- "Okeana"